# ألكسندر بيدنوف
ألكسندر ألكسندروفيتش بيدنوف (بالروسية: Алекса́ндр Алекса́ндрович Бедно́в)‏، (بالأوكرانية: Олекса́ндр Олекса́ндрович Бєдно́в)‏ (29 أغسطس 1969 - 1 يناير 2015) كان قائدًا في تمرد جمهورية لوغانسك الشعبية التي أعلنت نفسها في أوكرانيا. لقد كان زعيم مجموعة الاستجابة السريعة باتمان الموالية لروسيا. اغتيل في لوهانسك، مع تقارير متضاربة حول المسؤول.

## الموت
قاد بيدنوف مجموعة الاستجابة السريعة «باتمان» (المعروفة أيضًا باسم كتيبة باتمان) حتى قتل في هجوم على قافلته في 1 يناير 2015. قال أعضاء المجموعة إن الهجوم أمر به رئيس جمهورية لوهانسك الشعبية إيغور بلوتنسكي. وفقًا لهم، قتل بيدنوف ومقاتليه «بأمر من بلوتنسكي» لأنه «أمر باكتساح جميع القادة المتعنتين». في أعقاب هذا الهجوم، اعتقلت الجمهورية بعض رجال بيدنوف، وحلت الكتيبة. تم تفريق بعض أفرادها في وحدات أخرى في الجمهورية، في حين دعا القادة الميدانيون في جمهورية دونيتسك جيفي وموتورولا الأعضاء السابقين للانضمام إلى كتائبهم.
بعد اغتيال بيدنوف، انتقد إيغور جيركين الاغتيال باعتباره «جريمة قتل» و«كمين عصابة»، واقترح أن يفكر قادة آخرون بجدية في ترك دونباس إلى روسيا، كما فعل.